# Minoru Mori
Minoru Mori (jap. 森 稔 Mori Minoru; ur. 24 sierpnia 1934 w Kioto, zm. 8 marca 2012 w Tokio) – japoński deweloper budowlany, uważany za jednego z najpotężniejszych i najbardziej wpływowych deweloperów budowlanych w Japonii.

## Życiorys
Po ukończeniu Uniwersytetu Tokijskiego zatrudnił się w firmie zajmującej się nieruchomościami swojego ojca, Taikichirō, który był prezesem i dyrektorem generalnym Mori Building, którego on i jego starszy brat Kei byli właścicielami.
Jego nazwisko pojawia się na wielu inwestycjach na rynku nieruchomości w Japonii. Minoru i jego brat, Akira znaleźli się na liście najbogatszych ludzi świata magazynu Forbes. Jego największym projektem było Roppongi Hills w Tokio, które zostało otwarte w 2003 roku. Shanghai World Financial Center w Szanghaju, niegdyś najwyższy budynek w Chinach, zostało otwarte w 2008 roku. Mori przyznał, że Le Corbusier ma wpływ, ale uważał, że przewyższył projekty urbanistyczne szwajcarskiego architekta, szczególnie w projekcie Roppongi Hills.
Ostatnią inwestycją było Omotesando Hills, otwarte 11 lutego 2006 w pobliżu stacji kolejowej Harajuku. Budynek składa się z kilku pasaży sklepowych.
W 2008 roku otrzymał tytuł azjatyckiego biznesmena za rok 2007 według magazynu Fortune, natomiast rok później z rąk królowej Elżbiety II otrzymał tytuł honorowy Rycerza Komandora Orderu Imperium Brytyjskiego (KBE).
Zmarł 8 marca 2012 w Tokio w wieku 77 lat, z powodu niewydolności serca.